# Tchan.com.br
Tchan.com.br é um álbum de estúdio do grupo de pagode baiano É o Tchan!, no Brasil vendeu 500 mil cópias e foi certificado com Disco de Platina pela ABPD.

## Faixas
1. Tribotchan
2. Bate Tchan
3. Reggae Tchan
4. A Mumia
5. Aeróbica Do Tchan
6. Meu Cumpade, Dá Licença
7. Auê Do Tchan
8. Tchan .Com.Br
9. Ôba
10. Assalto Do Pagode
11. Toing
12. Tô Pirado
13. Popô
14. Samba Rap Arrepiado
15. Embolado Do Tchan
16. É o Tchan